# Флорья
Флорья (тур. Florya) — махалле (квартал) в районе Бакыркёй (Стамбул, Турция), располагающийся вдоль побережья Мраморного моря. На северо-востоке он граничит с районом Ешилькёй, а на северо-западе — с Кючюкчекмедже. Его жители относительно состоятельны. В махалле расположена станция, относящаяся к пригородной железнодорожной линии Мармарай.
Мустафа Кемаль Ататюрк, основатель и первый президент Турецкой Республики, проводил свободное время в принадлежащем ему Приморском павильоне во Флорье, плавая и отдыхая на прекрасном местном песчаном пляже. Кроме того, одно время он служил ему летней резиденцией.

## Название
Название Флорья, по словам византийского учёного монаха Михаила Пселла, который обнаружил его упоминание в одной из императорских золотых булл, происходит от греческого слова Флорион. Оно, в свою очередь, может происходить от имени некоего Флора, проживавшего в этом районе в ранневизантийскую эпоху. Одна из частей Флорьи носит название Шенликкёй (тур. Şenlikköy).

## Достопримечательности
Приморский павильон Ататюрка во Флорье, служивший в конце 1930-х годов летней резиденцией Мустафы Кемаля Ататюрка и местом его отдыха, ныне превращён в музей. Он расположен на фундаменте, вбитом во дно Мраморного моря приблизительно в 70 метрах от берега.
Во Флорье располагается тренировочная база и академия Флорья Метин Октай (тур. Florya Metin Oktay Tesisleri), принадлежащая «Галатасараю», самому титулованному футбольному клубу в стране. Кроме того, другой стамбульский футбольный клуб «Бакыркёйспор», проведший несколько сезонов в Первой лиге, проводит свои домашние матчи на стадионе «Шенликкёй», находящемся во Флорье.
Известный ресторан турецкой кухни Beyti располагается в трёхэтажном здании во Флорье.

## Экономика
Головной офис авиакомпании Freebird Airlines располагается во Флорье, ранее штаб-квартира Onur Air, другой авиакомпании, также находилась в этом махалле.